# Liste der Flughäfen in Montenegro
Die Liste der Flughäfen in Montenegro, sortiert nach Orten. Die Passagierzahlen beziehen sich auf das Jahr 2022. 
| Stadt             | ICAO-Code | IATA-Code | Passagiere     | Name des Flughafens |
| ----------------- | --------- | --------- | -------------- | ------------------- |
|                   |           |           |                |                     |
| Verkehrsflughäfen |           |           |                |                     |
| Podgorica         | LYPG      | TGD       | 1657522 (2023) | Flughafen Podgorica |
| Tivat             | LYTV      | TIV       | 848188 (2023)  | Flughafen Tivat     |
| Regionalflughäfen |           |           |                |                     |
| Berane            | LYBR      | IVG       |                | Flughafen Berane    |
| Nikšić            | LYNK      |           |                | Flughafen Nikšić    |
| Žabljak           |           | ZBK       |                | Flugplatz Žabljak   |